# Nova Förlag
Nova Förlag är ett mindre bokförlag i Lund med oberoende andlig inriktning. Förlaget grundades och drivs av Harry Larsen Rice. Sedan 1987 har man publicerat mer än 40 titlar, mest utländsk fack- och skönlitteratur i svensk översättning.

## Utgivning (urval)
| Författare        | Titel                                                           | Utgivningsår |
| ----------------- | --------------------------------------------------------------- | ------------ |
| Roger Green       | Kung Arthur och hans riddare av Runda bordet                    | 2002         |
| Carl McColman     | Vägen till mystiken: praktiska råd för andliga sökare           | 2003         |
| Wolfgang Weirauch | Naturandar och vad de säger: intervjuer med 17 naturväsen       | 2006         |
| Wolfgang Weirauch | Nya samtal med naturandar: intervjuer och läsarfrågor           | 2008         |
| Wolfgang Weirauch | Mer samtal med naturandar: gamla och nya väsen, läsarfrågor     | 2010         |
| Wolfgang Weirauch | Samtal med träd: intervjuer med 33 trädandar                    | 2014         |
| Michael Economou  | Lunds domkyrka i ord och bild                                   | 2015         |
| Wolfgang Weirauch | Ita Wegman och antroposofin                                     | 2016         |
| Khalil Gibran     | Profetens bok: samlad utgåva av Profeten och Profetens trädgård | 2018         |
| Khalil Gibran     | Hjärta och själ: betraktelser över livets vägar                 | 2019         |
| Khalil Gibran     | Människosonen: människors intryck av Jesus                      | 2020         |
| Khalil Gibran     | Brutna vingar och andra berättelser om kvinnor                  | 2021         |
| Khalil Gibran     | Mästarens röst: betraktelser och visdomsord                     | 2022         |